# Metasarca
Metasarca là một chi bướm đêm thuộc họ Erebidae.